# Радіонов Михайло Семенович
Михайло Семенович Радіонов (9 вересня 1984, Сімферополь) — український і російський велогонщик, який виступає в шосейних і трекових перегонах. У період 2009—2013 років представляв збірну України, нині член збірної Росії. Срібний та бронзовий призер чемпіонатів Європи у програмі медісона, учасник найбільших змагань міжнародного та національного рівня. Майстер спорту Росії міжнародного класу.

## Біографія
Михайло Радіонов народився 9 вересня 1984 року у місті Сімферополі Кримської області Української РСР. Тренувався у сімферопольській Спеціалізованій дитячо-юнацькій спортивній школі олімпійського резерву з велоспорту № 1, у різний час проходив підготовку під керівництвом таких фахівців як В. В. Черченко, Л. М. Полатайко, В. В. Клімов, В. А. Загородній.
У 2009 році вперше увійшов до основного складу української національної збірної та побував на трековому чемпіонаті світу у Прушкуві, де виступив у медісоні та командних перегонах переслідування. Через рік на аналогічних змаганнях у Копенгагені стартував у скретчі та медісоні, показавши в цих дисциплінах шостий та шістнадцятий результати відповідно. На чемпіонаті Європи у Прушкуві спільно з Сергієм Лагкуті завоював у медісоні бронзову медаль, поступившись тільки командам з Чехії та Бельгії.
У 2011 році виступив на європейській і світовій першості в Апелдорні, проте потрапити до призерів не зміг. Наступного сезону відзначився виступом на чемпіонаті Європи у Паневежисі, брав участь в етапах Кубка світу. У 2013 році стартував на трековому чемпіонаті світу в Мінську.
Одночасно з виступами на треку Радіонів брав участь і у шосейних змаганнях. Так, у 2013 році він був членом української континентальної команди Kolss Cycling Team, у різний час виходив на старт перегонів другої категорії: «Тур Болгарії», «П'ять кілець Москви», «Гран-прі Москви», «Меморіал Олега Дяченка», «Гран-прі Адигеї», «Гран-прі Сочі>», «Кубок мера», Race Horizon Park та ін.
У 2013 році прийняв російське громадянство і з цього часу виступав за збірну Росії. Зокрема, вже у 2014 році здобув перемогу на чемпіонаті Росії у гонці на вибуття. Найбільш значуще досягнення у цей період — срібна медаль у медісоні спільно з москвичем Андрієм Сазановим на чемпіонаті Європи 2015 року у швейцарському Гренхені — тут їх обійшли лише титуловані іспанці Себастьян Мора та Альберт Торрес.
За видатні спортивні досягнення удостоєний почесного звання «Майстер спорту Росії міжнародного класу».
Одружений з Оксаною Радіоновою, є дочка Емілія.